# 郭冠英
郭冠英（1949年4月22日—），筆名范蘭欽、郭才子、高茂辰。臺灣新竹市人，籍貫貴州清鎮，新黨黨員。曾經擔任記者、行政院新聞局駐多倫多新聞處一等新聞秘書；2009年，於公職期間以筆名「范蘭欽」撰文發表接近中共立場的統一言論以及貶抑與其政治立場不同的臺灣本省人，其後被中華民國政府以「蓄意欺瞞、言行不檢、嚴重損害政府及公務人員聲譽」為由免職。2014年3月，甄選獲聘為台灣省政府外事秘書，任職1個月後即屆退，被監察委員糾正省府並通過，於同年7月順利退休，但暫時不放月退俸，之後其本人自稱成功領取月退俸。
2008年底蔡衍明收購中時媒體集團，之後任用郭冠英為《中國時報》的「地下總主筆」，導致中時言論版開始採取中共立場，例如六四事件「鎮壓有理」，藏獨和疆獨被指為「西方帝國主義走狗」。《法治時報》社長黃越宏指他於每周五在神旺飯店召開會議檢討新聞及言論的方向。

## 生平
郭冠英生長於新竹空軍眷村，畢業於新竹中學、國立政治大學政治學系，1974年在國立政治大學東亞研究所完成碩士論文《論職業革命家黨》。曾任中國電視公司新聞部編譯、製作人、《聯合報》專欄組記者。1984年入行政院新聞局。2009年3月，時任行政院新聞局駐多倫多新聞處一等秘書的郭冠英被新聞局依“言行不當、蓄意欺瞞”及無故曠職、瀆職等因素記兩大過並免除其職務暨公務員之身份。

### 採訪張學良
郭冠英曾對發動西安事變的張學良將軍和相關人士進行過長達近3年的面對面採訪。並著有《張學良傳》等書，還讓小孩在張學良面前唱《松花江上》，制作了电视片《世纪行过》。張、郭二人也因此成為忘年好友，這在李敖的《李敖有話說6》一書中亦有所表述。

### 參與倒扁活動
郭冠英曾在公務員任內參加紅衫軍倒扁運動，且在上班時間參加倒扁記者會，被立委質疑有無違反行政中立；銓敘部部長回應，如果郭冠英有請假，那憲法是有保障參加記者會的權利。

### 暴力扭打瀆職事件
2008年3月13日，各大平面媒體影劇版都出現「為情非得已開砲」、「鈕承澤槓上檢查委員」等新聞標題，內容敘述鈕承澤參加2008年香港國際影展行前記者會，在會上公然質疑他所自導自演的電影《情非得已之生存之道》海報遭禁。豈料，當時身為《情》片電影及海報審查委員之一的郭冠英認為鈕承澤「無理取鬧」，不該在這種場合質疑電影海報的事情，兩個人就這樣在媒體面前發生口角，甚至扭打成一團。 

## 家庭
其妻趙耀新為已故經濟部長趙耀東的堂妹。為新黨黨工，並育有兒女各一人，而前新黨青年委員會主席王炳忠是其誼子。

## 范蘭欽事件

### 相關爭議言論
2009年3月，郭冠英曾以筆名「范蘭欽」、「郭才子」發表多篇爭議性觀點或用詞辛辣的文章，如：
- 「台灣這個島2,300萬人，一般來說，2,000萬人是瘋子應是低估了的說法。」[16]
- 「當扯到這裡，再看到台獨人去貓纜抗議，台獨媒體唱和，我們就知道這是政治陰謀，貓空纜車無問題，有問題必定是台獨破壞，台北市政府應趕快恢復纜車全日運行，不要為台獨所恐嚇週一停休。市民應配合政府，保護台北，提防鄉村包圍城市，提高政治警覺，當心『毒諜就在你身邊』，不要因為解嚴而鬆懈了。」[17]
- 「二二八的歷史完全顛倒，真相被掩蓋。實在陳儀是愛民清官，蔣介石、陳儀當時處理也極對，其錯最多只是誤判寬仁。」[18]
- 「說實話，我並不喜歡棒球，也沒有打過幾次，但我也曾為少棒隊徹夜不眠，因為那是中華台北隊，是代表中國出戰，可後來我看出台灣的政治就是棒球，棒球總有『台獨』味、東洋味，就愈來愈討厭了。」[19]
- 「一般人以被說雜種（bastard）為恥，台灣人卻以此為傲。（…中略…）我們有說自己是哪省人，閩南人、福建人、北方人、南方人、漢人…，但台灣人常說：『我不是漢人，我有平埔族血統，我有日本血統。』最好還攀附到歷來到過這裡的洋人，西班牙、英國、荷蘭…。中國人強調漢化，台灣人卻誇大雜化。真是雜種也就罷了，問題就是他原是純種的閩南人，為了台獨去中，故意說自己不是中國人。」[20]
- 「歹丸[21]現在走的是死路，根本沒資格回歸，只有武力解放後實行專政。歹丸鬧的從不是民主，而是民族問題。故不是什麼五毛黨的起鬨，反是五毛黨真在憂國。看歹丸之惡，就知祖國改革開放一定要慢，西方惡勢惡識一定要先排除，武力保台後也不能談任何政治開放，一定要鎮反肅反很多年，做好思想改造，徹底根除癌細胞。陳儀就是在台行仁政，結果給了倭寇[22]造反之機，起了228。記取此教訓，不能放鬆槍桿子。就算乖乖回歸還要鎮防，若流了我中國人的血，那對這批倭寇必要嚴打無赦。」[23][24]
- 2009年2月8日范兰钦博客记述：「台灣只是中國叛離的一省，那來『主權』？其實根本沒有台灣這個東西，她不是省，自廢了，更不是國，只是個鬼島，如李敖所言。」[25][26]也因這起事件，郭冠英所用的貶抑詞「鬼島」開始流行，現在在台灣人會用「鬼島」來幽默調侃或表達對現實情況的不滿。相关文章提及，在此前的2008年10月郭冠英即撰写「要圓夢，先醒來」一文：「台灣是叛離的一省。國土的分裂者，漢朔棄賊，自居為寇。大陸對台灣確實是仁至義盡，是台灣要獨才使兩岸僵住。」作者指此文是郭冠英應行政院要求所寫，得行政院專書心得徵文獎，獲頒獎金五千元，上網發行供全國公務員研讀[27]。

### 「高級外省人」風波
2006年郭冠英在中國時報發表《繞不出來的圓環》一文，其中有「高級的外省人哦」一句，原文如下：
|                              | 我記得小時候從新竹上來，我們是高級的外省人哦，不知那次怎會是一個本省伯伯帶我來台北。我來台北就想來圓環，那時東區還是稻田，101是敲敲打打、做槍炮反攻大陸的兵工廠，根本是野外。到台北來不是去西門町就是去圓環吃。那位長輩給我叫了蚵仔煎，加了蛋，人間美味，那時他看我吃得樂，很滿意。 |
| ——郭冠英，《繞不出來的圓環》 | |

此段話在2009年經民進黨立委管碧玲等與各媒體引用指稱郭以外省人身分歧視台灣本省人，郭冠英則稱這是種調侃的講法，此後「高級外省人」一詞廣為流傳。後來郭冠英曾在另一篇文章稱，論家境自己大多比不上他的本省同學，頂多算中級。有學者認為郭冠英在2006年陳水扁執政時期公開具名發表的文章在2009年馬英九執政時才被人指控並引起軒然大波，這種時間差代表這些指控可能有強烈的政治動機，並認為高級外省人一詞是種假傲慢式的自我調侃，指控者斷章取義地把可能是時代背景造成的受傷者遮羞的哀鳴，惡意扭曲成高高在上的得意外省人的傲慢。並認為這些不理性甚至很大部分可能是基於政治動機的惡意且故意的曲解其實基本也就是文字獄的一種形式。

### 事件發展
- 2009年3月1日，任職於自由時報的媒體工作者曾韋禎參考網友搜尋結果，於個人部落格發表《范蘭欽就是郭冠英》一文。
- 3月11日，民進黨立法委員管碧玲就郭冠英文章辱台質詢新聞局局長蘇俊賓。[34]
- 3月15日，郭冠英說詞反覆[35][36]，雖表示自己並非范蘭欽，卻又坦承「有部份文章是我寫的，但不是我貼上網路。」[37]由於范蘭欽和郭冠英二人之間許多特徵上的高度相似[38][39][40]，讓許多人高度懷疑二人其實是同一人。郭冠英身為領公俸的新聞局駐外官員，卻疑似發表非常不當的言論，因此引發相當多輿論的批評與不滿，也在批踢踢實業坊上引發了網友的熱烈討論。
- 名嘴張友驊在政論節目上無意間承認郭冠英就是范蘭欽，隨即否認，但已引發媒體的關注和報導。[41]
- 3月16日，新聞局舉行人評會認為目前掌握的證據跟郭冠英說的有「很大落差」，為求謹慎要移送公務員懲戒委員會調查，新聞局長蘇俊賓將他調離到非主管職；其中最大原因在於資訊小組還原郭冠英電腦硬碟備份查獲疑似鬼島和台巴子等爭議文字檔，成為直接證據。[42]
- 郭冠英於人評會上為他的道歉說明稱「我沒有要為我的文章表達歉意，我是對社會造成的紛擾表示歉意。」記者問他「高級外省人這樣的言論是沒有歉意的？」郭冠英表示，「沒有歉意的，因為那份文章，我不是講高級外省人，那是三年前的文章，我沒有說高級外省人，我那是調侃式的，我已經解釋過好多次了。」[43]
- 監察院方面，成案由監察委員錢林慧君負責。[44][45][46]
- 3月21日，郭冠英返回多倫多後，3月18、19日曠職，遭新聞局長蘇俊賓警告已經曠職2天，郭冠英接受媒體訪問時強調自己沒有曠職並回應：「你看我現在講話像不像陳幸妤啊？」[47]而對於新聞局國際處代處長袁凱聲提醒郭冠英不要曠職，郭冠英回應「你怎知我沒進辦公室？我不一定要上班時間去。」[48]

### 自白承認
- 3月23日，透過媒體跨海專訪，郭冠英首度公開坦承自己就是范蘭欽。面對記者詢問，「你到底是不是范蘭欽」？郭冠英連答兩次：「我就是范蘭欽！我就是范蘭欽！裡面大部分的文章都是我寫的，我來負責」。郭並強調，「范蘭欽這個概念，是很了不起的概念，就是我，我就是范蘭欽」。[49]
- 郭冠英並以言論自由替自己辯護，「（如果被問）昨天晚上有沒有跟太太性愛？這是你的事情，你可以說有，可以說沒有，因為對付敵人的時候，你本來就有扯謊的權利」。 [50]
- 3月25日，接受東森新聞訪問時，郭冠英表示「抓我回去，你還要給我付機票，抓我回去後，我又拿起手銬，哦～～哦～～哦，我也絕食，那麼又被世界上報導一大堆，那不是自找麻煩、找糗嗎？」。談到對未來的打算，郭冠英認為他的言論是愛國的表現。郭冠英說，「我是捍衛憲法，捍衛民族的英雄，我應該做個更大的位置，或許是總統，可能台北縣長，可能立法委員，可能新聞局長。」對於好友李敖有意捐1,000美元給他，他表示「我很不高興，因為李敖跟我的交情，這個錢太少了！他的應該是以10萬美元起價。」[51]
- 25日，接受TVBS訪問時表示「當年江南案，我偷偷將政府機密文件交給江南劉宜良的家屬去打官司，在當時是背叛政府的行為，但時代改變之後，證明我是對的。…我做這個事情，雖然在行政倫理上，是違反了政府倫理、公務員倫理，但是在整個國家，高的道德水準，其實是愛國的，是為國家好的。」[52][53]

### 遭政府免職
行政院新聞局於3月23日上午召開考績委員會，認為郭冠英已違反公務員懲戒法規定，即未經長官的許可，以私人或代表機關名義，任意發表有關職務的談話，其談話也影響公懲會調查進行，決依公務員懲戒法第五條第二項的規定，先行予以停職處分。但郭冠英在接受媒體專訪，承認他就是范蘭欽的訪問內容播出後，新聞局下午兩點再召開考績委員會，新聞局宣佈：郭冠英因言行不當、蓄意欺瞞，考績委員會做出決議，予以兩大過免職處分。公懲會於同年9月決議，依違反《公務員服務法》第1條、第5條規定將郭冠英撤職，停止任用3年。此舉也引發「國家是否侵犯公務員言論自由」的爭議。

### 各方反應
- 2009年3月16日，考試院長關中表示，國家文官應嚴守行政中立，特別是在公務上，不宜發表個人政治立場的談話。[59]
- 同日，中國國民黨駐加東支部、中華民國僑生加東聯誼會、三民主義統一中國大同盟與華僑協會總會多倫多分會聯名去函平面媒體，表達力挺郭冠英。[60]
- 3月17日，中國國民黨立法院黨團譴責郭冠英，且無法接受僅將其調職。[61]
- 中華民國外交部部長歐鴻鍊表示，公務員有不同看法意見，應該在體制內反映，以這種方式來傷害國家形象，非常不妥。[62]
- 行政院長劉兆玄於立法院答詢時表示，郭冠英說法不妥[63]，覺得非常遺憾。[64]
- 3月24日，馬英九總統批評郭冠英不該拿言論自由當作挑動族群對立的保護傘，同時也認為郭冠英的言論偏激、不適任，肯定新聞局的懲處。[65]

### 回任省府後退休
2014年2月26日，台灣省政府公告徵才，郭冠英前往應徵，其後順利獲聘為省府外事秘書而回任公職，依法可領取退休金。同年4月21日，監察委員錢林慧君申請調查，以瞭解台灣省政府任用郭冠英是否違反相關規定。5月6日，監委發現省政府單位主管在甄選七人中，郭冠英為最低分，甄選委員的評分也只是第三高，但掌握五成評分關鍵的省主席林政則以近乎滿分力挺，才讓郭從最低分變最高分，擊敗其他競爭者，而且也沒執行面試，這項人事任用案，甄選過程顯然有瑕疵。6月17日，考試院證實省政府在4月為郭冠英送出退休申請，因監察院已對此事進行調查，故銓敘部退回本案。省府副秘書長表示，因郭冠英退休案即使被退回，依法仍將在7月15日退休。7月，錢林慧君提案糾正獲得監察院通過，但被糾正是機關，並非個人，郭冠英將可拿到月退俸。對此體育主播徐展元表示若郭冠英順利取得退休金，將發動拒投中國國民黨的運動。
郭指出依《公務人員任用法》三個月內銓敘部必須給他月退俸，也認為之前爭議言論屬言論自由。2015年12月7日，郭稱已取得退休金。
2016年2月4日，銓敘部退回郭冠英退休案，郭於是向公務人員保障暨培訓委員會提起復審救濟。5月2日，公務員懲戒新制新增〈郭冠英條款〉，規定以後有違失的公務員即使在遭懲戒前搶先退休，政府事後仍可依其違失情節，追扣已領金額或另罰款。8月2日，保訓會駁回郭冠英向其提起的復審救濟。
2017年1月18日，關於郭冠英退休案的訴訟，台北高等行政法院判郭冠英勝訴，但仍可上訴最高行政法院。2018年9月6日，臺灣最高行政法院駁回銓敘部上訴，郭冠英勝訴確定，全案定讞。

## 其他爭議

### 返台受黑道人士保護
郭冠英返台當日，有黑社會幫派背景、且因案受台北地方法院檢察署通緝而逃亡海外的中華統一促進黨總裁“白狼”張安樂派遣手下黑衣人至機場保護郭冠英。
目擊者表示該黨人士有組織的統一行動、身著黑衣並刻意迴避警方的現場搜證錄影，令現場其餘一般接機民眾深感恐懼，加以隨後为郭开道時毆打抗議民眾及現場記者，狀似黑道幫派份子，並以多次換車的方式協助郭冠英脫身。
張安樂於稍後的媒體專訪中提到，自己與郭冠英是念研究所時認識的多年好友，郭才子的筆名也是張安樂取的。
機場事件後數日，航警局表示沒有看見黑衣人動粗，但媒體出示畫面證實有動粗。

### 力挺成龍
郭冠英在高級外省人事件後一個月，於TVBS專訪表明支持成龍在博鰲論壇的台灣很亂等言論，認為成龍不應道歉。

### 大讚馬政府在八八水災時的表現
在接受三立電視台記者訪問時，郭冠英認為馬英九政府的處理方式是沒有錯，拒絕外援也是正確的，說外國直昇機「不過運屍體而已」，官員颱風夜去吃大餐沒有錯，因「慰問災民沒有用，死的都死了嘛。」並認為CNN報導是帝國主義的表現，而中國大陸的援助則是內援。另外還大讚中國組合屋的品質，認為對於人體不會造成任何傷害。
郭冠英說：「災情發生時，我跟我太太還在做愛、吃飯，我還是照樣吃飯、大便、刷牙，蓬頭垢面到現場慰問災民，那才是作秀，有什麼用，人死了都死了。」
次日，郭冠英接受TVBS記者訪問時認為自己並沒有說錯話，郭冠英說：「其實網路上大部分，都是支持我的人，我想支持我的人大概到了，70%...65%到70%的支持程度。」

### 洪仲丘事件
針對洪仲丘事件，郭冠英認為根本國防部不應該道歉，並同情范佐憲罪太重，「他罪重到要腳鐐、手銬嗎？好像要去上刑場一樣，需要這樣嗎？」

### 白狼路過事件
2014年太陽花學運白狼張安樂跑到立法院路過，郭冠英認為白狼不是黑道，乃是愛國的知識分子。

### 假冒榮民投書支持王如玄
2016年中華民國總統選舉國民黨副總統參選人王如玄捲入軍宅爭議，郭冠英假稱為退休軍人王軍凱投書媒體支持王如玄買軍宅正當。被黃智賢、黃暐瀚批評反而害到王如玄。

### 周子瑜國旗、落淚事件
2016年周子瑜国旗事件，郭冠英讚美黃安偉大，指責周子瑜行為是台獨。2018年子瑜在演唱會發表感言時落淚，被郭冠英在自己的社群網站調侃及批判粉絲的盲從。

### 林奕含輕生事件
2017年新銳作家林奕含忽傳自縊，其父母發表聲明，指林奕含因遭補教老師誘姦，這些年走不出陰影，才會尋短，震驚社會大眾，補教老師陳星被懷疑和本案有關，因此遭到外界批判。不過郭冠英卻表示陳星做了很多好事，並在接受媒體採訪時說：「她的父母沒有告訴，當時沒有告訴，這件事情就是合法的」。還在清談節目上說，他不認識陳星，但看到陳星與「白狼」張安樂合照，便知陳星是正人君子，理由是「陳星反臺獨」，「當然他是正人君子，我是從這個臉書看消息，他如果是反臺獨的話，必然跟我一樣是正人君子。」，結論是「只有臺獨才會殺人、放火、強姦」；郭冠英並稱：「我現在還有色心，如果我能找到未成年、很美麗的少女，我照樣去搞。」
郭冠英在臉書發文稱「陳星正人君子。這個人，必然是個愛國的人，才會被歹獨立委媒體瘋狂的罵。」並認為陳星是因為跟張安樂統促黨交好的人物，倭獨才要讓他身敗名裂。「倭獨這麼恨他，其實就是說他愛護了一位美麗的台南女兒，他們那美的不多，有位難得的美女愛上了個俊富的台北人，還寫了本小說胤美『色戒』，這怎使倭獨受得了？」
郭冠英受訪時亦稱「陳星雖做的是好事，但在歹獨惡咬下，還是可能何患無詞被欲加之罪，我等愛國者，一定要支持陳星，這也必是台南女兒的願望。」

### 自稱代表中共監督台灣選舉
2019年新黨黨務人士前往中選會進行登記不分區立委時，郭冠英現身稱自己並非代表新黨，而是代表中國共產黨來這邊監督台灣省的選舉。不過有人以違反國安法想要對他提起告訴，如果確定的話，他的終身俸將會被取消，其後郭冠英表示只是玩笑話。

### 引用
1. ↑  . （原始内容存档于2014年4月22日）.
2. ↑  . 自由時報. 2009-03-24  [2014-03-03]. （原始内容存档于2009-04-26）.
3. ↑  . 蘋果日報. 2014-07-16  [2014-07-17]. （原始内容存档于2014-07-17）.
4. ↑  . ETtodaynet. 2014-04-16  [2014-09-03]. （原始内容存档于2014-09-15）.
5. ↑  
黃兆年. . 《問題與研究》 (國立政治大學國際關係研究中心). 2022-09-01, 第61卷 (第3期): 18. doi:10.30390/ISC.202209_61(3).0001.
6. ↑  . 三立新聞. 2014-07-17.
7. ↑  {{Cite thesis
|url=https://hdl.handle.net/11296/a3gxh8 （页面存档备份，存于）
|degree = 碩士 | publisher = 國立政治大學東亞研究所
|title=《論職業革命家黨》|via=臺灣博碩士論文知識加值系統}
8. ↑  . 中新网.   [2023-09-16]. （原始内容存档于2009-04-08）.
9. ↑  . 台灣時報.   [2017-06-06]. （原始内容存档于2018-05-24）.
10. ↑  研究張學良 郭冠英一把罩 （页面存档备份，存于）.捷克佳博客.2009-01-15
11. ↑  郭冠英談《張學良傳》制作過程 （页面存档备份，存于）.東方網.2001-10-22
12. ↑  李敖有話說（6）張學良之晚年[永久].2007-07-01
13. ↑  李敖談張學良愛國[永久].2008-12-22
14. ↑  大紀元轉載中央社記者李淑華. . 大紀元. 中央社. 2009-03-18  [2017-02-11]. （原始内容存档于2017-02-11） （中文（臺灣））.
15. ↑  火爆郭冠英！上網罵台灣　還曾與鈕承澤打架.NOWnews 今日新聞.2009-03-14 （页面存档备份，存于）
16. ↑  瘋子島，郭才子文集 2007年7月31日 的存檔，存档日期2009年04月13日，.
17. ↑  范蘭欽：馬郝千萬當心！台獨份子會破壞纜車 （页面存档备份，存于） 2007年8月6日
18. ↑  被掩蓋的真相…陳儀 是非魔癡228 聯合報，2007年8月6日  的存檔，存档日期2009年03月4日，.
19. ↑  中國，加油 2007年8月6日  的存檔，存档日期2013年12月14日，.
20. ↑  陳若曦堅持無悔~~2007與陳若曦談 2008年12月23日  的存檔，存档日期2013年12月14日，.
21. ↑  台灣的台語發音，用「歹」疑有貶意。
22. ↑  本指日本海盜，此處疑指親日本省人。
23. ↑  . 范蘭欽的部落格.   [2023-09-16]. （原始内容存档于2015-08-03）.
24. ↑  范蘭欽的荒謬語錄 （页面存档备份，存于） 2009年3月14日
25. ↑  .   [2023-09-16]. （原始内容存档于2024-03-03）.
26. ↑  . 凤凰网，来源：中國新聞網. 2009-03-12  [2021-07-20]. （原始内容存档于2016年3月18日）.
27. ↑  趙興鵬（前聯情政戰主任）. . 《海峽評論》雜誌社，来源：《海峽評論》307期-2016年7月號. 2016-07-00  [2021-07-20]. （原始内容存档于2022-02-18） （繁体中文）.
28. ↑  繞不出來的圓環，2006年8月2日 的存檔，存档日期2013年12月14日，.
29. ↑  . ETtoday新聞. 2013-01-25  [2013-01-25]. （原始内容存档于2013-01-26）.
30. ↑  范蘭欽(郭冠英). . 2011-07-09  [2016-02-04]. （原始内容存档于2017-03-29）. ...我寫「繞不出來的圓環」（06.8.2中國時報），說：「...」...如果台獨把我調侃的「高級外省人」說法當真，那我理直氣壯的承認。...這種懷舊喟嘆，怎麼會扯到我是「高級」，因此瞧不起那些自認「低級」的人呢？...現在我又變了，我確實瞧不起那些低級的人。我不該調侃秀異的外省人NDR，還「哦」...還是我前面的說法對，外省人集中國菁英，確實比二倭高級。
31. ↑  范蘭欽(郭冠英). .   [2012-02-23]. （原始内容存档于2012-03-02）. ...誰殺二倭最多？日本、美國也。日本領台，殺了十多萬，皇民歸順，乖乖的效日，又去為主打中國，打太平洋，結果被美國人殺了五萬多，本島就炸死六千人。結果呢？台倭最喜日主與美霸，還叫美霸來台丟原子彈。
32. ↑  郭冠英. . 原文發表於2009-05-11，中國時報.   [2016-02-08]. （原始内容存档于2018-09-18）. 如果「高級」，是指生活富裕，那我這外省中級軍官的孩子，實在比不上我的本省同學，他們多來自新竹的仕紳家庭，是醫生或殷商。他們彈鋼琴，我則不懂五線譜。他們住在兩層的水泥洋房裏，我家只是竹籬笆圍起來的日本榻榻米房子，四家分住。他們的便當打開是乾乾淨淨的雞蛋肉片，我的則是些雜亂的五花肉，我還記得打開自己便當的羞慚感覺。...我的太太，是趙耀東的堂妹，他們是江蘇的鹽商，殷富，可是這家的女兒，嫁給我這「中級」的外省人，過的卻是很普通的生活。
33. ↑  石之瑜. . 中國時報(苦勞網轉載). 2009-03-17. （原始内容存档于2020-07-15） （中文（臺灣））.
34. ↑  管碧玲質詢蘇俊賓 （页面存档备份，存于） 2009年3月11日
35. ↑  共同筆名「范蘭欽」 的存檔，存档日期2013-12-14. 2009年3月14日
36. ↑  范蘭欽是陳冠希的哥哥[永久] 2009年3月15日
37. ↑  有阿飄？郭冠英坦承寫部份文章 未發表卻被別人隨意轉貼 （页面存档备份，存于） 2009年3月15日
38. ↑  郭冠英、范蘭欽同為新竹中學畢業[永久] 2009年3月15日
39. ↑  郭冠英妻與范蘭欽妻似為同一人 （页面存档备份，存于） 2009年3月16日
40. ↑  郭才子即為郭冠英筆名 的存檔，存档日期2009-04-12. 2006年4月18日
41. ↑  新台灣星光大道 （页面存档备份，存于），播放於2009年3月15日
42. ↑  戳破？查郭冠英電腦赫見「鬼島文」[永久] 2009年3月16日
43. ↑  沒證據送公懲會　郭冠英調非主管職　新聞局遭嗆鄉願 （页面存档备份，存于） 2009年3月16日
44. ↑  郭冠英事件 監委主動調查 的存檔，存档日期2013-12-14. 2009年3月16日
45. ↑  郭冠英移送公懲會 監院：黃武次不再調查[永久] 2009年3月16日
46. ↑  郭冠英事件 監察院行文新聞局要求調卷 的存檔，存档日期2009-03-23. 2009年3月22日
47. ↑  返加拿大沒交接？　郭冠英否認曠職 （页面存档备份，存于） 2009年3月21日
48. ↑  郭冠英嗆長官 月底「不見得回來」 （页面存档备份，存于） 2009年3月22日
49. ↑  曠職後首度現身　郭冠英：我就是「范蘭欽」！我來負責！ （页面存档备份，存于） 2009年3月23日
50. ↑  「對付敵人有權扯謊」郭冠英：不一定要承認有跟妻做愛 （页面存档备份，存于） 2009年3月23日
51. ↑  專訪郭冠英：我應該當總統，李敖至少該給我10萬美金 的存檔，存档日期2009-03-28. 2009年3月23日
52. ↑  . TVBS. 2009-03-24. （原始内容存档于2009-04-04）.
53. ↑  江南案／崔蓉芝籲公佈秘密資料　吳敦：陳啟禮當時不在場, NOWnews, 2004年10月13日
54. ↑  「我就是范蘭欽」 郭冠英遭停職 2009年3月23日 聯合新聞網。 的存檔，存档日期2009年03月24日，.
55. ↑  郭冠英違考紀法 記兩大過免職2009年3月23日 台視新聞 （页面存档备份，存于）
56. ↑  .   [2018-09-06]. （原始内容存档于2018-09-06）.
57. ↑  .   [2016-04-18]. （原始内容存档于2016-05-06）.
58. ↑  郭冠英"侮辱中華民國"被撤職 台獨的就不用? （页面存档备份，存于）2015年1月17日，中視網路酸辣湯
59. ↑  關中：文官應嚴守行政中立 的存檔，存档日期2016-03-04. 2009年3月16日
60. ↑  他是個好公務員！國民黨加東支部等四社團力挺郭冠英！ （页面存档备份，存于） 2009年3月16日
61. ↑  郭冠英爭議 國民黨團：僅調職不夠 的存檔，存档日期2016-02-17. 2009年3月17日
62. ↑  歐鴻鍊:公務員有不同意見 應在體制內反映 的存檔，存档日期2016-03-04. 2009年3月17日
63. ↑  劉揆：高級外省人的說法 不應該 的存檔，存档日期2016-03-04. 2009年3月17日
64. ↑  劉兆玄：屬個人行為 非常遺憾 的存檔，存档日期2016-03-04. 2009年3月17日
65. ↑  親上火線!馬批郭冠英言論偏激[永久] 2009年3月25日
66. ↑  吳家翔. . 蘋果即時. 2014-04-21. （原始内容存档于2014-04-29）.
67. ↑  . 蕃新聞. （原始内容存档于2014年5月15日）.
68. ↑  . 蘋果即時. 2014-05-11  [2014-05-11]. （原始内容存档于2016-03-05）.
69. ↑  . （原始内容存档于2014-05-15）.
70. ↑  .   [2014-05-12]. （原始内容存档于2014-05-12）.
71. ↑  高堂堯. . 蘋果即時. 2014-04-08. （原始内容存档于2014-04-08）.
72. ↑  . 蘋果日報. 2014年6月17日. （原始内容存档于2014年6月20日） （中文（臺灣））.
73. ↑  . 《壹週刊》. 2014-07-03  [2014年7月3日]. （原始内容存档于2014-07-07） （中文（臺灣））.
74. ↑  林柏宇. . 蕃薯藤. 2014-07-08  [2014-11-27]. （原始内容存档于2014-08-11） （中文（臺灣））.
75. ↑  . 蘋果日報. 2014-08-07. （原始内容存档于2014-07-11） （中文（臺灣））.
76. ↑  . 蘋果日報. 2014-11-24. （原始内容存档于2015-09-24） （中文（臺灣））.
77. ↑  王家俊、吳家翔. . 蘋果日報. 2015-02-28. （原始内容存档于2015-03-02） （中文（臺灣））.
78. ↑  .   [2015-12-07]. （原始内容存档于2015-12-09）.
79. ↑  . 臺灣蘋果日報. 2016-05-03. （原始内容存档于2016-05-08）.
80. ↑  .   [2017-07-05]. （原始内容存档于2016-08-28）.
81. ↑  劉峻谷. . TVBS NEWS. 2017-01-18  [2017-02-08]. （原始内容存档于2017-02-11） （中文（臺灣））.
82. ↑  . 經濟日報網站. 2018-09-06  [2018-09-07]. （原始内容存档于2018-10-01） （中文（臺灣））.
83. ↑  國際刑警>外逃通緝犯 （页面存档备份，存于）, 內政部警政署刑事警察局, 2012/6/4
84. ↑  懸賞1億元 追緝潛逃國外的十大通緝要犯 （页面存档备份，存于）, 蘋果日報, 2003年11月20日
85. ↑  郭冠英返台 白狼手下護駕 台北繞巷追逐3小時 5度換車甩媒體 （页面存档备份，存于） 2009年4月1日
86. ↑  果然是國外回來的！郭冠英想親親　女支持者驚嚇縮手 （页面存档备份，存于） 2009年3月31日
87. ↑  白狼與郭冠英 念研究所時老友 （页面存档备份，存于） 2009年4月1日
88. ↑  護郭冠英動粗 航警竟說沒看見 綠批：睜眼說瞎話 包庇黑衣人 （页面存档备份，存于） 2009年4月5日
89. ↑  附和成龍！郭冠英：台灣亂、走路上怕被槌 （页面存档备份，存于） 2009年4月28日
90. ↑  郭冠英：慰問災民沒用有，死的都死了。 （页面存档备份，存于） 2009年8月22日
91. ↑  「人死免勘災」　郭冠英不認說錯話 （页面存档备份，存于） 2009年8月23日
92. ↑  .   [2009-09-13]. （原始内容存档于2009-09-04）.
93. ↑  . ETtoday. 2013-08-06  [2013-08-06]. （原始内容存档于2013-08-08） （中文（臺灣））.
94. ↑  .   [2014-04-17]. （原始内容存档于2014-04-19）.
95. ↑  .   [2015-12-04]. （原始内容存档于2015-12-07）.
96. ↑  .   [2015-12-04]. （原始内容存档于2015-12-08）.
97. ↑  .   [2016-03-25]. （原始内容存档于2016-03-28）.
98. ↑  .   [2018-05-23]. （原始内容存档于2024-03-03）.
99. ↑  .   [2017-05-14]. （原始内容存档于2022-05-23） –www.youtube.com.
100. ↑  .   [2017-05-09]. （原始内容存档于2017-05-09）.
101. ↑  .   [2017-05-18]. （原始内容存档于2017-05-13）.
102. ↑  .   [2019-11-21]. （原始内容存档于2019-11-22）.
103. ↑  呂炯昌. . NOWnews (雅虎新聞轉載). 2019-11-21. （原始内容存档于2020-07-15） （中文（臺灣））.

### 书籍
- 《超克GGY：「郭冠英」現象之評析》，前衛出版社，2009年，ISBN 9789578016187

## 外部連結
- 范蘭欽的部落格 （页面存档备份，存于）
- 曾韋禎的部落格：范蘭欽就是郭冠英